# PGC 6411
LEDA/PGC 6411 ist eine Radiogalaxie im Sternbild Fische auf der Ekliptik. Sie ist schätzungsweise 240 Millionen Lichtjahre von der Milchstraße entfernt und hat einen Durchmesser von etwa 45.000 Lichtjahren. Vom Sonnensystem aus entfernt sich das Objekt mit einer errechneten Radialgeschwindigkeit von näherungsweise 5.300 Kilometern pro Sekunde.

## Galaktisches Umfeld
| Nr. | Galaxie          | Alternativname          | Rek           | Dek           | Distanz/asec |
| --- | ---------------- | ----------------------- | ------------- | ------------- | ------------ |
| →   | LEDA/PGC 6411    | 2MASX J01445894+1020240 | 01h44m58.897s | +10d20m24.97s | 0            |
| 1   | LEDA/PGC 6425    | UGC 1226                | 01h45m01.70s  | +10d21m55.0s  | 101.89       |
| 2   | LEDA/PGC 6438    | NSA 130318              | 01h45m15.225s | +10d20m54.42s | 242.12       |
| 3   | NGC 665          | LEDA/PGC 6415           | 01h44m56.10s  | +10d25m22.9s  | 301.40       |
| 4   | LEDA/PGC 1377012 | 2MASX J01451129+1015581 | 01h45m11.30s  | +10d15m58.3s  | 322.57       |
| 5   | LEDA/PGC 6426    | 2MASX J01450273+1026360 | 01h45m02.74s  | +10d26m36.3s  | 376.19       |
| 6   | LEDA/PGC 1380642 | 2MASX J01451588+1031051 | 01h45m15.87s  | +10d31m04.8s  | 687.48       |
| 7   | IC 156           | LEDA/PGC 6448           | 01h45m29.213s | +10d33m09.85s | 886.68       |